# Jan Žůrek
Jan Žůrek (* 21. Januar 1976 in Šumperk, Tschechoslowakei) ist ein ehemaliger deutsch-tschechischer Eishockeyspieler, der in Deutschland unter anderem bei den Grizzly Adams Wolfsburg, Dresdner Eislöwen und Black Dragons Erfurt aktiv war.

## Karriere
Jan Žůrek begann seine Karriere beim HK 36 Skalica, für den er von 1998 bis 2000 in der slowakischen Extraliga aktiv war. Anschließend wechselte der Stürmer in die drittklassige deutsche Oberliga zu den Grizzly Adams Wolfsburg, mit denen ihm in der Saison 2000/01 der Aufstieg in die 2. Bundesliga gelang. Nach drei Jahren dort schaffte der Stürmer mit seiner Mannschaft den Sprung in die Deutsche Eishockey Liga, in der er in seiner ersten Spielzeit im deutschen Eishockey-Oberhaus 36 Scorerpunkte, darunter 18 Tore, in 52 Spielen erzielte. Allerdings stieg der gebürtige Tscheche mit den Niedersachsen wieder in die 2. Bundesliga ab. Nach zwei Jahren Zweitklassigkeit kehrte Žůrek mit Wolfsburg als Zweitligameister in die DEL zurück, allerdings konnte der Angreifer in der Saison 2006/07 nur sechs Play-off-Spiele bestreiten und verpasste die gesamte reguläre Saison.
Auch in der Saison 2007/08, seiner zweiten Spielzeit in der DEL, hatte der Deutsch-Tscheche einen Stammplatz und erzielte 19 Scorerpunkte, darunter zehn Tore, in 50 Spielen für die Grizzlies.
Über die Bietigheim Steelers, zu denen er 2009 wechselte, kam er 2010 zu den Dresdner Eislöwen und absolvierte in den folgenden drei Spieljahren über 120 Partien für diesen Klub in der 2. Bundesliga. Im Juni 2013 wurde er von den Black Dragons Erfurt aus der Oberliga Ost verpflichtet und spielte dort bis 2017.

## Erfolge und Auszeichnungen
- 2001 Aufstieg in die 2. Bundesliga mit den Grizzly Adams Wolfsburg
- 2004 Aufstieg in die DEL mit den Grizzly Adams Wolfsburg
- 2007 Aufstieg in die DEL mit den Grizzly Adams Wolfsburg (Meister 2. BL)
- 2009 Pokalsieger mit den Grizzly Adams Wolfsburg

## Karrierestatistik
(Legende zur Spielerstatistik: Sp oder GP = absolvierte Spiele; T oder G = erzielte Tore; V oder A = erzielte Assists; Pkt oder Pts = erzielte Scorerpunkte; SM oder PIM = erhaltene Strafminuten; +/− = Plus/Minus-Bilanz; PP = erzielte Überzahltore; SH = erzielte Unterzahltore; GW = erzielte Siegtore; 1 Play-downs/Relegation; Kursiv: Statistik nicht vollständig)